# Totálně omezený metrický prostor
Nejobecnější definice totálně omezeného metrického prostoru je:
podmnožina S prostoru X je totálně omezená tehdy a pouze tehdy, pokud pro danou velikost E existuje:
- přirozené číslo n a soubor {\displaystyle A_{1},A_{2},A_{3},...A_{n}} podmnožin množiny X, takový, že
  - S je podmnožinou sjednocení těchto podmnožin (jinak řečeno, tento soubor podmnožin je konečné pokrytí množiny S) a
  - každá podmnožina Ai má velikost E (nebo menší).

V matematické symbolice:
{\displaystyle \forall _{E}\;\exists _{n\in \mathbb {N} }\;\exists _{A_{1},A_{2},\ldots ,A_{n}\subseteq X}\left(S\subseteq \bigcup _{i=1}^{n}A_{i}\;{\mbox{a zároveň}}\;\forall _{i=1,\ldots ,n}\;\mathrm {velikost} (A_{i})\leq E\right).\!}
Uvažujeme-li P=X, pak je prostor X totálně omezený tehdy a jen tehdy, je li P totálně omezená množina.

## Porovnání s omezenou množinou
Totální omezenost je silnější vlastnost, než omezenost.
Ukážeme to na příkladu. Uvažme prostor {\displaystyle M} všech omezených posloupností reálných čísel, kde metrika přiřadí dvojici posloupností {\displaystyle a_{i},\,b_{i}\,\!} supremum z absolutní hodnoty jejich rozdílu přes všechny položky, tedy supremum z čísel {\displaystyle \left|a_{1}-b_{1}\right|,\,\left|a_{2}-b_{2}\right|\dots \,\!}.
Uvažme množinu {\displaystyle A\subseteq M} těch posloupností, které na každé pozici mají 2 nebo -2.
Metrický prostor {\displaystyle M} není omezený (ačkoli obsahuje pouze omezené posloupnosti). Množina {\displaystyle A} je omezená, ale nikoli totálně omezená. Omezenost plyne z toho, že každý prvek {\displaystyle A} má od posloupnosti samých nul vzdálenost nejvýše 2. Kdyby byl totálně omezený, pak by pro {\displaystyle \epsilon =1\,\!} existovala konečná {\displaystyle \epsilon }-síť {\displaystyle S}, jejíž prvky můžeme označit {\displaystyle S(1),S(2),\dots S(m)\,\!}, kde {\displaystyle m} je počet jejích prvků.
Pak by bylo možné definovat posloupnost {\displaystyle c_{n}\,\!}, definovanou takto:
- {\displaystyle c_{i}=-2\,\!}, pokud {\displaystyle i\leq m\,\!} a {\displaystyle S(i)_{i}\geq 0\,\!}
- {\displaystyle c_{i}=\,2\,\!}, pokud {\displaystyle i\leq m\,\!} a {\displaystyle S(i)_{i}<0\,\!}
- {\displaystyle c_{i}=0\,\!}, pokud {\displaystyle i>m\,\!}

Symbol {\displaystyle S(i)_{i}} značí {\displaystyle i}-tý prvek {\displaystyle i}-té posloupnosti v množině {\displaystyle S}. Myšlenka důkazu je v tom, že posloupnost {\displaystyle c_{n}} se musí "dostatečně lišit" od každé posloupnosti {\displaystyle S(i)\,\!}, čehož dosáhneme tak, že pro každé {\displaystyle i} vhodnou volbou {\displaystyle c_{i}} zajistíme dostatečnou odlišnost od posloupnosti {\displaystyle S(i)}
Z předpokladu totální omezenosti vyplývá, že nějaký prvek {\displaystyle S(j)} má od posloupnosti {\displaystyle c_{n}\,\!} vzdálenost menší, než 1. Z definice {\displaystyle c_{n}\,\!} však plyne, že číslo {\displaystyle S(j)_{j}} je od čísla {\displaystyle c_{j}} vzdálené nejméně 2, takže i vzdálenost těchto posloupností (což je supremum vzdáleností na jednotlivých položkách) musí být nejméně 2, což je spor.

## Prekompaktní množina
Prekompaktní množina, nebo též totálně omezená množina, je taková množina bodů metrického prostoru, která jde vždy pokrýt konečným počtem stejných koulí o libovolně malém poloměru.

### Definice
Množina {\displaystyle M} v metrickém prostoru se nazývá prekompaktní, jestliže ke každému {\displaystyle \epsilon >0} existuje v {\displaystyle M} konečná množina bodů {\displaystyle x_{1},\ldots ,x_{n}\in M} s vlastností {\displaystyle M\subset \bigcup _{i=1}^{n}U(x_{i},\epsilon )}, kde {\displaystyle U(x_{i},\epsilon )} jsou {\displaystyle \epsilon }-okolí {\displaystyle x_{i}} (koule se středem {\displaystyle x_{i}} a poloměrem {\displaystyle \epsilon }).

### Vlastnosti
Množina {\displaystyle M} je prekompaktní právě tehdy, když z každé posloupnosti prvků {\displaystyle M} lze vybrat cauchyovskou posloupnost. 
Prekompaktní množina je omezená. Kompaktní množiny jsou ty, které jsou prekompaktní a úplné.
Na úplných metrických prostorech prekompaktní množiny a relativně kompaktní množiny splývají.